# Repair-Café

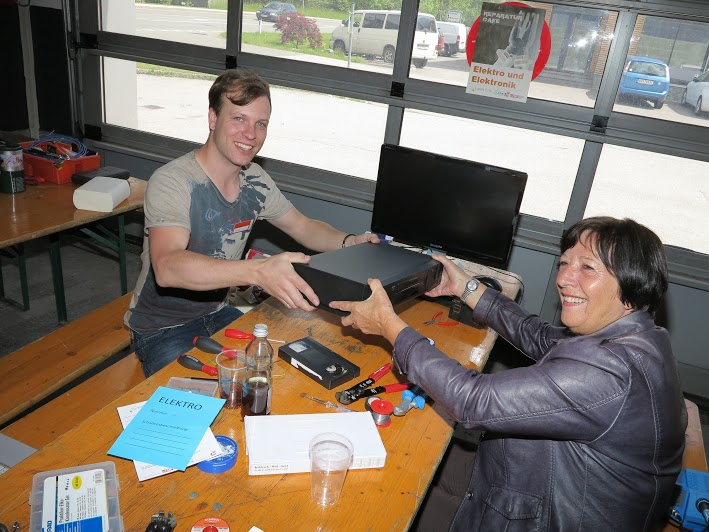
Repair-Café

Ein Repair-Café (weitere gebräuchliche Namen: Reparatur-Café, Reparier-Bar, Elektroniksprechstunde, Reparatur-Treff, Elektronikhospital oder Café Kaputt und Ähnliches) ist ein Veranstaltungsformat mit temporär eingerichteter Selbsthilfewerkstatt zur Reparatur defekter Alltags- und Gebrauchsgegenstände und kleinem Verpflegungsangebot, meist in Form von Kaffee und Kuchen.

## Organisation
Die meisten veranstaltenden Initiativen in Deutschland sind Teil des Netzwerks Reparatur-Initiativen. Auf internationaler Ebene agiert das niederländische Netzwerk Stichting Repair Café.
Reparatur-Veranstaltungen verstehen sich sowohl als Beitrag gegen industrielle Strategien zu einem geplanten Zerfall oder einer Unbrauchbarkeit von Produkten oder Teilen davon (Geplante Obsoleszenz) als auch als gelebte Praxis, ein Zeichen gegen die Wegwerfgesellschaft zu setzen und Müll zu vermeiden.
Repair-Cafés werden im Regelfall von ehrenamtlichen Helferinnen und Helfern gestaltet, vor- und nachbereitet. Neben der technischen und Ressourcenschutz-Komponente können sie auch soziale Treffpunkte für Menschen aus unterschiedlichsten Zusammenhängen sein. Das Konzept kann an den schulischen Kontext angepasst werden und in die Schulbildung integriert werden.
Einige Repair-Cafés haben sich als „Radioklinik“ entsprechend spezialisiert oder als „MakerSpaces“ damit begonnen, Ersatzteile mittels 3D-Druck zu replizieren.

## Geschichte
Erste Veranstaltungen, bei denen Alltagsgegenstände gemeinschaftlich repariert wurden, gibt es schon länger, seit 2002 die Reparaturtage im Kempodium in Kempten. 2009 verschriftlichte die niederländische Umweltjournalistin Martine Postma das Konzept unter dem Namen Repair Café und stellt seither eine Anleitung zum Gründen eines Repair Cafés unter einer Franchise-Lizenz zur Verfügung. Sie fand zahlreiche Nachahmer in ihrem Heimatland und andernorts. Im März 2016 hatten sich weltweit 1000 Repair Cafés registriert. Anfang 2020 waren es 2000.
In Deutschland sind rund 500 Initiativen tätig, und (Stand August 2024) 1200 Repair Cafés aktiv. Die meisten davon organisiert im Netzwerk Reparatur-Initiativen. Das von der Stiftung „Anstiftung“ koordinierte Netzwerk befördert mit Beratung, Informationsmaterialien, Vernetzungstreffen und einer Online-Infrastruktur den Wissensaustausch der Aktiven und beteiligt sich unter anderem am Runden Tisch Reparatur und an den Abfallvermeidungsdialogen des Umweltbundesamts und Bundesumweltministeriums. Initiativen in der Gründungsphase erhalten auf der Netzwerk-Plattform kostenfreie Informationen zum Start.

## Rundfunkberichte
- Andrea Baier, Christa Müller und Karin Werner: Revolution mit Hammer und Lasercutter, SWR2 vom 3. Juli 2017